# Eina (grup musical)
Eina és el nom del grup català de rock de Vilafranca del Penedès, hereu del desaparegut grup de punk hardcore Inadaptats.
L'Art de la Guerra va ser el seu primer àlbum, editat en format cd-llibre i basat en l'obra del militar xinès Sun Tzu, L'Art de la Guerra, un tractat d'estratègia militar del segle vi abans de Crist. El disc va sortir a la venda el 15 de maig de 2008, autoeditat per la banda i distribuït pel segell discogràfic K Indústria Cultural. Aquesta edició de L'Art de la Guerra va incloure una reedició del text original de Sun Tzu, a més d'una relectura marxista del mateix llibre escrita per Toni Montfort.
Eina va realitzar diferents concerts arreu dels Països Catalans i també al País Basc, Galícia, Aragó i Portugal.
El març de 2011 va sortir el seu segon disc titulat L'Estat i la revolució, inspirat en el llibre homònim de Lenin, compost per nou noves cançons. L'àlbum, autoeditat, es va distribuir amb el número 185 de la revista Enderrock, el març de 2011. El maig de 2011 el segell Satélite K va fer-ne una nova edició per a les botigues. El 22 de maig del 2013 la banda va emetre un comunicat al seu blog explicant que Xavi Cholbi (bateria) i Xavi Pérez Bull (baix) deixaven el grup per motius personals; davant d'aquest fet, els altres integrants del grup van decidir aturar les actuacions d'Eina per un temps indefinit.
L'octubre de 2017, en commemoració del centenari de la Revolució Russa, Eina publicà Bolxevic, el seu tercer treball. El disc fou gravat al Trashoo Estudi de Vilafranca del Penedès amb Àlex Vendrell a la veu, Thrashoo a la guitarra, i les noves incorporacions de Pere Gual al baix i Sergi Torrents a la bateria.

## Discografia
| • L'Art de la Guerra (2008) |
| --- |
| (autoeditat) 1. La planificació d'un setge 2. Les adaptacions 3. El terreny 4. L'ordre de la batalla 5. El ple i el buit 6. Maniobres militars 7. Sobre les nous classes de terreny 8. L'atac utilitzant el foc 9. Criteris estratègics 10. La força 11. Sobre la utilització d'espies 12. Al mig de la batalla 13. La lluita armada 14. Bonus track |

| • L'Estat i la revolució (2011) |
| --- |
| (autoeditat) 1. Política i rock 2. Estat de xoc 3. Deixalles 4. Laberints 5. Ocasió 6. Persecució 7. L'esperit de 'la Commune' 8. Vagant sense memòria 9. L'Estat i la revolució |

| • Bolxevic (2017) |
| --- |
| 1. Honor i glòria, bolxevics! 2. La revolució no es fa, s'organitza 3. Cultiu hidropònic 4. Foc d'octubre 5. Els fusells de la mare carrar 6. La llei del pèndul 7. El cor de la bèstia 8. Banderes roges endolades |